# Mont Bessou

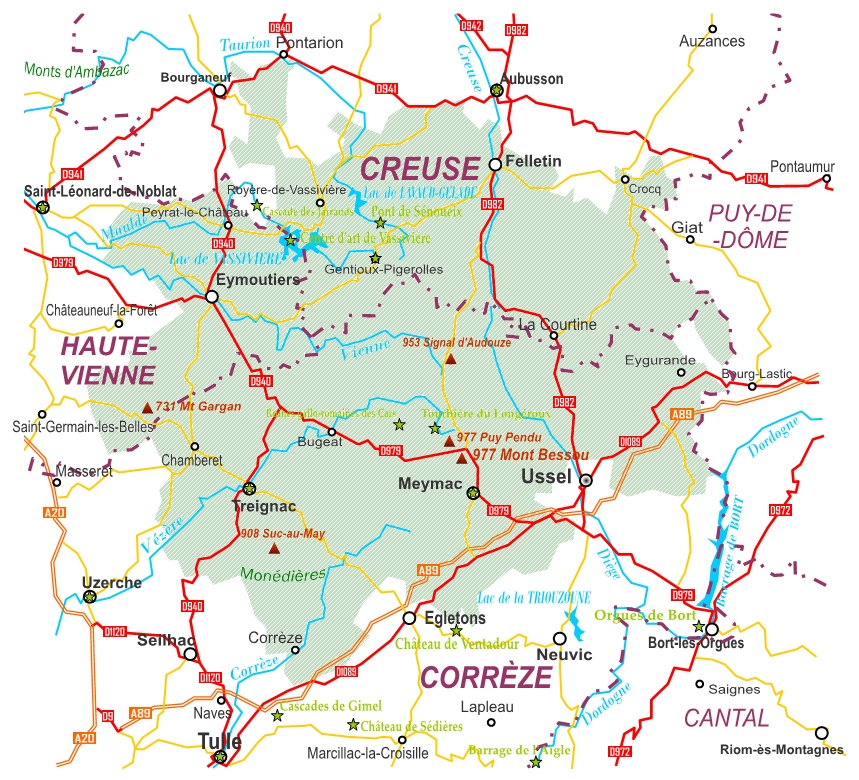
Plateau de Millevaches

Der Mont Bessou ist ein Berg des französischen Zentralmassivs und ist mit seinen 977 Metern der höchste Gipfel des Département Corrèze bzw. der gesamten Région Limousin. Durch den im Jahre 2005 errichteten Aussichtsturm wurde seine Höhe symbolisch auf über 1000 Meter erhöht.

## Geografie

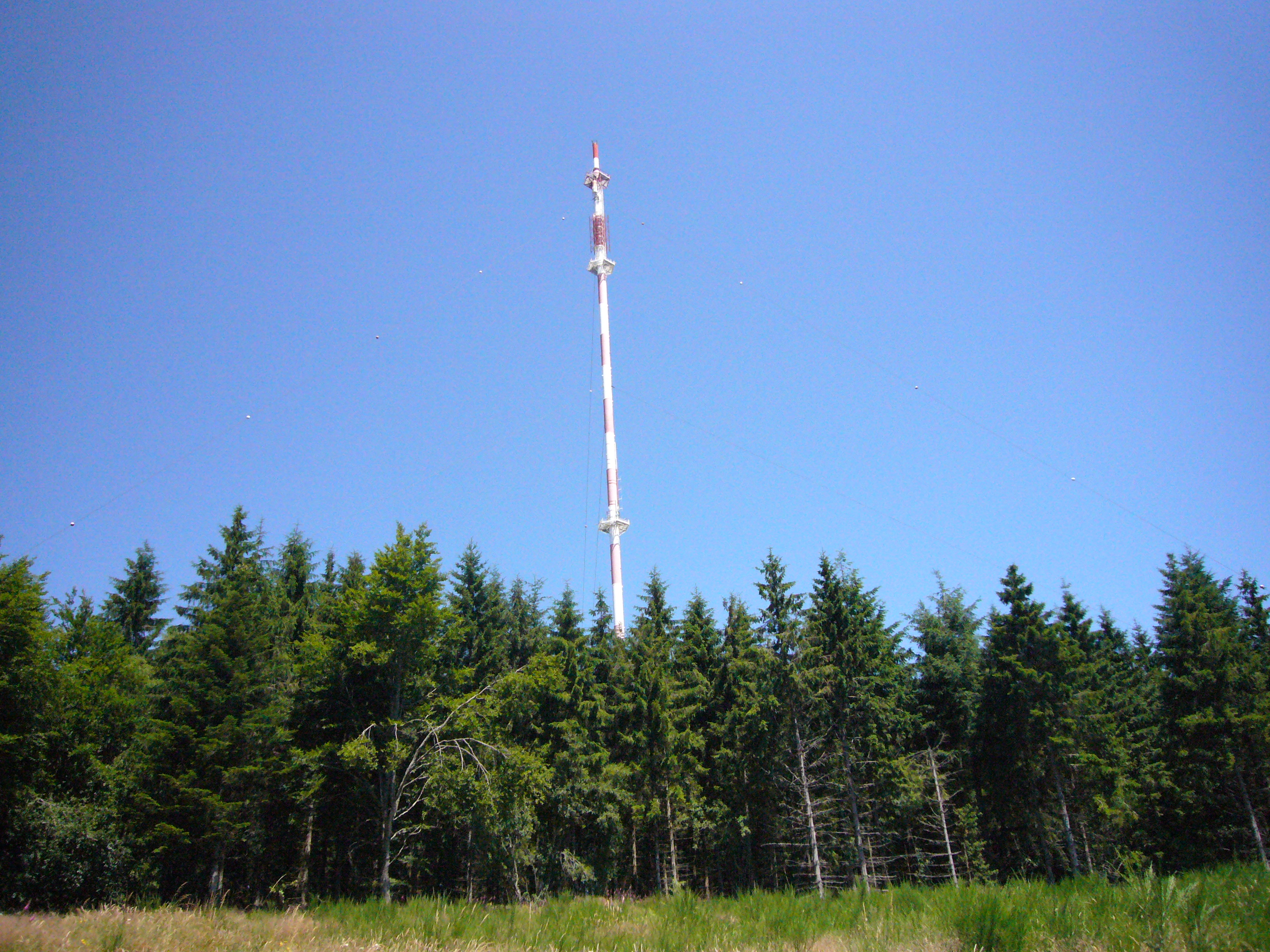
Fernsehturm des Mont Bessou

Gelegen im südwestlichen Teils des Plateau de Millevaches ca. 5 Kilometer nördlich von Meymac überragt der Mont Bessou das Plateau mit über 250 Metern. Er ist damit auch Teil des Regionalen Naturpark Millevaches im Limousin. Die nächsten größeren Städte sind südwestlich ca. 60 Kilometer entfernt Tulle und ca. 20 Kilometer östlich Ussel.

## Besonderheiten
Auf dem Gipfel befindet sich neben dem Aussichtsturm aus Douglasienholz noch ein 200 Meter hoher Fernsehturm sowie zwei Themenwege für Spaziergänger zu den Themen "Granit" und "Champignons".